# VH1 Classic (Europa)
VH1 Classic (também conhecido como VH1 Classic Europe) foi um canal de televisão de música europeu da ViacomCBS Networks EMEAA, parte da ViacomCBS. O canal apresentava principalmente videoclipes da década de 1970 até a década de 2000, embora raras apresentações ao vivo das décadas de 1950 e 1960 também pudessem ser vistas.

## História
O VH1 Classic foi lançado pela primeira vez no Reino Unido em 1 de julho de 1999 e disponibilizado desde o início para toda a Europa. No entanto, o serviço pan-europeu foi lançado em 30 de novembro de 2004, quando se tornou um feed separado do VH1 Classic UK. Assim como o VH1 European, ele transmitiu das instalações da MTV Networks Europe em Camden Town (Londres, Reino Unido). Estava oficialmente disponível para espectadores em toda a Europa e América Latina (exceto Reino Unido, Irlanda e Itália). Ao contrário do VH1 Classic UK, a versão pan-europeia do canal era totalmente desprovida de anúncios, com videoclipes reproduzidos 24 horas a partir do robusto acervo da MTV Networks Europe em Londres.
Em 1º de junho de 2020, o VH1 Classic Europe cancelou Non-Stop Classics, Welcome To The Weekend e, no domingo de manhã, Keep It Classic, em vez disso, os horários de exibição de We Are The 80s expandiram significativamente. O programa começava à meia-noite e terminava ao meio-dia em todos os dias da semana. Em 30 de junho de 2020, o canal cancelou We Are The 80s e iniciou o MTV 80s Takeover. Mais tarde, foi anunciado que o canal, juntamente com a versão europeia do MTV Rocks, fecharia em outubro de 2020 e seria substituído por MTV 80s.
No dia 19 de setembro de 2020, o VH1 Classic Europe transmitiu os episódios finais de Smells Like The 90s e Nothing But The 00s, e no dia 18 de setembro deste ano, Keep It Classic. O último videoclipe não pertencente aos anos 1980 a ir ao ar foi Thunder In My Heart, de Meck e Leo Sayer, em 19 de Setembro de 2020 às 23:57 CET. Na noite de 19 e 20 de setembro de 2020, o VH1 Classic Europe parou de transmitir esses programas, e o horário de exibição do MTV 80s Takeover passou a abranger as 24 horas de cada dia.
O canal fechou em 5 de outubro de 2020, com Born to Run, de Bruce Springsteen, sendo o último videoclipe reproduzido no canal antes de ser substituído pela MTV 80s .